# Muhammad Izzat Darwaza
Muhammad Izzat Darwaza o Muhammad Izzat Darwazeh (Nablus, 1888 - 1984) fou un nacionalista palestí contra els britànics (1917-1948).
El 1905 va esdevenir funcionari otomà a Nablus i a partir del 1908 es va decantar cap al nacionalisme àrab i va contactar amb grups radicals com el Partit de la Descentralització (Hizb al-la markaziyya) i la Societat de la Joventut Àrab (al-djamiyya al-arabiyya al-fatat, coneguda con al-Fatat).
Ja caigut l'Imperi Otomà, el maig de 1919 fou secretari del Comitè central d'al-Fatat que fou el principal suport del govern de l'emir Faysal ibn Husayn a Damasc. Deposat Faysal pels francesos (març de 1920) Muhammad va tornar a Nablus i va iniciar la lluita contra el mandat britànic a Palestina i contra l'emigració jueva.
Com a administradors dels wakfs va ser col·laborador proper del mufti al-Hadjdj Amin al-Husayni president del Consell Islàmic Suprem. El 1932 fou un dels fundador del partit Istiqlal. Va anar a Damasc el 1936 quan es va iniciar la lluita a Palestina, que va portar als britànics a declarar il·legal al Comitè Suprem Àrab i van retirar al mufti de la presidència del Consell Islàmic Suprem; Muhammad no va poder tornar a Palestina al final dels combats el 1939. El 5 de juny de 1939 fou arrestat pels francesos acusat d'activitats anti-britàniques, i no fou alliberat fins al novembre de 1940 quan va emigrar a Turquia fins al final de la guerra i llavors va viure a Damasc sense poder tornar a Palestina.
Va escriure més de trenta llibres molts d'història i alguns religiosos. Publicadà una autobiografia en diversos volums. Va morir amb 97 anys.